# Furor (P-46)
El Furor (P-46) es un patrullero de altura de la Armada Española y el sexto de los Buques de Acción Marítima, construido en los astilleros de Navantia en Ferrol, siendo el primero de los BAM en ser construidos fuera del astillero de San Fernando y el tercer buque de la armada con dicho nombre.

## Encargo y construcción
El 7 de mayo de 2014 la SEPI anunció que se había aprobado la construcción de dos nuevas unidades, una de ellas a construir en los astilleros gaditanos de San Fernando/Puerto Real y el otro en Ferrol. El primer corte de chapa para estos buques, se efectuó simultáneamente en los astilleros de la bahía de Cádiz y los de la ría de Ferrol el 5 de diciembre de 2014. En el Boletín Oficial del Estado del 26 de junio de 2015 se publicó la Orden Orden DEF/1564/2015 que fijaba los nombres de estos dos buques como Audaz  (P-45) y Furor (P-46)
El 29 de abril de 2016 fue puesto en grada el primero de los bloques del buque y está prevista para 2018 su entrega a la Armada Española. La botadura del buque se retrasó en varias ocasiones debido a conflictos laborales con los empleados de Navantia. La botadura prevista para julio de 2017 y, tras tres intentos, fue pospuesta hasta principios septiembre. Finalmente, el sexto buque de la clase, llamado Furor, fue botado el 8 de septiembre de 2017, en un acto privado, lo cual constituyó algo atípico, pues se suelen botar en un acto público, y sin estar terminada la estructura, puesto que la superestructura aún no estaba ensamblada en el momento de la botadura.
La ceremonia de entrega a la Armada española, tuvo lugar en el Arsenal de Ferrol el 21 de enero de 2019, presidiendo el acto la ministra de Defensa doña Margarita Robles, quien entregó la bandera nacional a su comandante, el capitán de corbeta don Ángel Morales.

## Historial

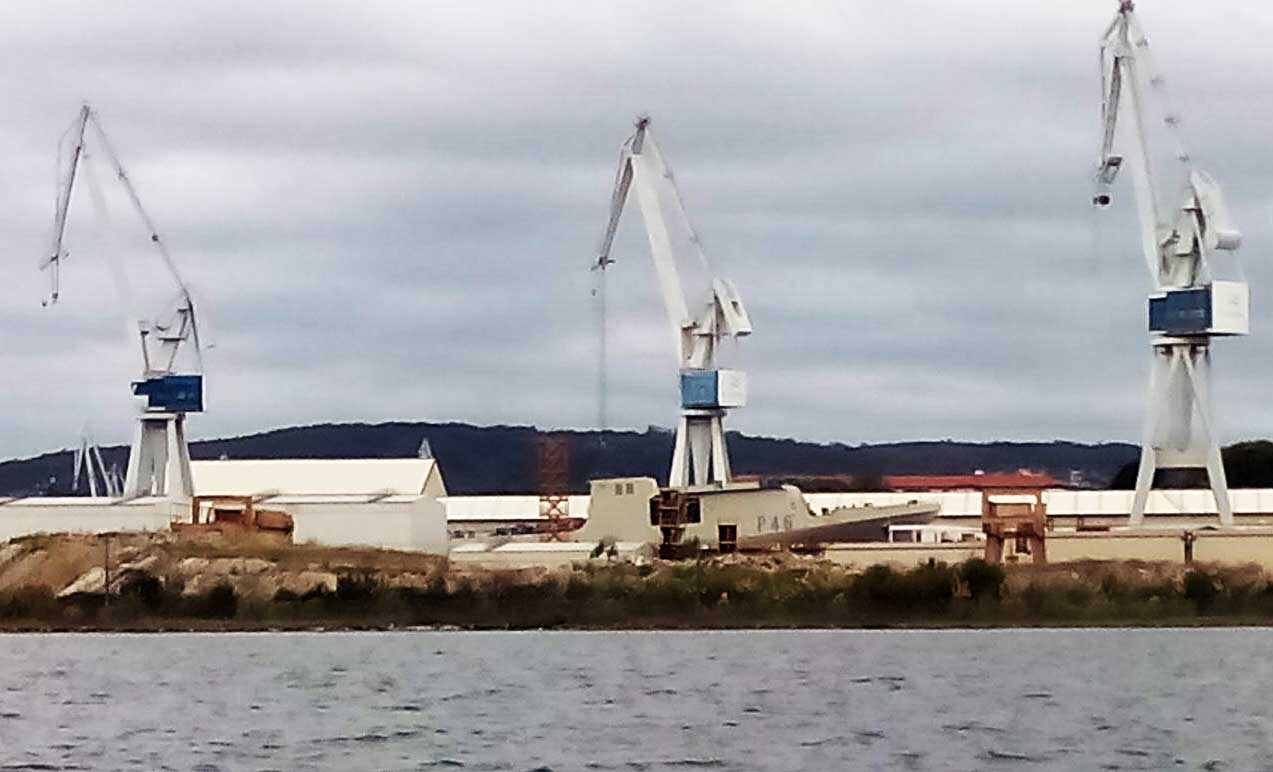
Se puede observar la embarcación Furor P-46 en un puerto de España

Desde el 30 de mayo hasta el 2 de junio, participó en Sevilla en los actos del Día de las Fuerzas Armadas junto a los buques Audaz, Centinela, Duero, el submarino Tramontana y el buque de la Guardia Civil Río Segura.
El 15 de junio de 2019, dentro de su programa de pruebas de mar, recaló en el puerto de Alejandría, donde apoyó los intereses comerciales del astillero Navantia.
El 3 de marzo de 2020 inició un despliegue de cinco meses en aguas del golfo de Guinea, en los que participó en dos ejercicios multinacionales. El 13 de noviembre de 2020 dio escolta al destructor de la Armada Rusa Vitse Admiral Kulakov (626) de clase Udaloy a su paso por el estrecho de Gibraltar.
El 5 de marzo de 2021 zarpó desde su base en Cartagena para realizar un despliegue de tres meses en aguas de África Occidental y del Golfo de Guinea.

### Buques de la clase
- Meteoro (P-41)
- Rayo (P-42)
- Relámpago (P-43)
- Tornado (P-44)
- Audaz (P-45)